# 언론정보학
커뮤니케이션학(communication studies), 언론정보학(communication sciences)은 인간의 소통을 다루는 학문이다. 세 종류의 커뮤니케이션이 있다: 구두(메시지의 의미를 이해하기 위해 사람의 말을 듣는 것을 동반), 기록(메시지가 읽히는 것), 비구두 소통(사람을 관찰하고 의미를 추론하는 것) 학문은 일련의 주제를 아우르는데, 얼굴을 맞대고 하는 대화에서부터 텔레비전 방송 등의 대중 매체 발산에 이른다. 커뮤니케이션에 관한 학문은 고대 그리스의 수사학(修辭學, rhetoric)이 그 시초이며, 이후 신문과 방송이라는 매체의 출현과 함께 신문학, 저널리즘학, 공시학 등의 분과학문으로 발전하였다. 오늘날 언론정보학은 이 모든 것을 포괄한 커뮤니케이션 현상의 의미, 기술, 이론을 종합적으로 다루는 학문으로서 개인 및 사회의 의사소통, 신문, 방송, 영화, 광고, 인터넷 등에 나타난 커뮤니케이션 양상을 연구의 대상으로 삼고 있다. 과거 신문학, 신문방송학, 언론학 등의 명칭이 사용되던 때와는 달리, 언론정보학의 연구 범위는 특정 매체에 한정되어 있지 않다. 최근 정보통신기술의 급격한 변화는 매체 환경과 커뮤니케이션 방식에 큰 변화를 가져오고 있고, 이에 따라 언론정보학의 연구 범위 역시 확장되고 있다. 언론정보학과의 주요 진로 분야는  언론사, 방송국, 광고회사, 출판사, 잡지사, 사진, 영화, 영상, 멀티미디어 관련 분야, 기업체 홍보부서 혹은 마케팅 부서 등이며, 구체적 직업은 보통 PD, 기자, 작가, 아나운서, 리포터, 카피라이터, 광고 제작자, 영상 편집자, 영상 관련 엔지니어, 마케터 등이 있다

## 언론정보학의 명칭
각 대학에서 신문방송학과로 부르며 학생들을 교육해왔으나 지난 1997년 3월, 서울대학교 사회과학대학 신문학과가 언론정보학과로 개칭(改稱)하면서 언론정보학과가 탄생했다.
이후 대학의 학과 및 관련 학회에서 언론정보학이라는 명칭이 사용되기 시작했다. 하지만 여전히 신문방송학과로 부르는 경우가 많으며 학부제의 영향으로 일부 대학에서는 커뮤니케이션 학부, 언론학부 등으로 부르기도 한다. 미국에서는 커뮤니케이션학, 저널리즘학 등의 명칭이 사용되고 있고, 독일에서는 공시학(公示學)이라는 명칭이 사용되기도 한다.

## 언론정보학의 역사

### 서양 언론정보학의 역사
커뮤니케이션에 관한 연구의 뿌리는 고대 그리스의 수사학이다. 이후 근대에 커뮤니케이션은 정치학, 사회학, 경제학 등 인접 학문 분야의 학자들에 의해 보조적으로 연구되었다. 17세기말부터 독일의 대학과 여러 귀족학교들(독일어: Ritter-Akademien)에서 신문과 잡지에 대한 학문적 연구가 이루어졌고, 이 시기 카스퍼(독일어: Kasper von Stieler)는 신문의 본질적 특성으로서 공시성(公示性)과 현실성(現實性), 보편성(普遍性)을 정립하였다. 1690년에는 신학(神學) 분야에서 신문에 대한 연구로 첫 번째의 박사학위논문이 나오기도 했다. 그러나 오늘날 언론정보학의 주요 연구 분야들이 분과 학문으로서 대학에 등장한 것은 20세기부터이다.
직업교육 중심의 언론학(저널리즘)은 20세기 초반에 유럽과 미국에서 이미 제도화되기 시작했다. 미국의 경우, 19세기 말에 일부 대학이 인쇄와 신문에 관한 강좌를 개설하였으며, 1903년에 캔자스대학에서 개설된 과목은 현재 존재하는 가장 오래된 저널리즘 과목으로 알려져 있다. 이후 1908년에 월터 윌리엄스(Walter Williams,1864년 6월 2일 ~ 1935년 6월 29일)가 미주리대학에 세계 최초의 저널리즘 스쿨을 개설하고, 1905년에는 윌라드 블레이어(Willard G.Bleyer)가 위스콘신대학에 1년 과정의 언론학전공 과정을 개설하여 이것이 1912년에는 학과로 발전하고 1927년에는 저널리즘 스쿨로 확대되었다.
독일의 경우, 신문에 대한 연구는 일찍부터 있었으나 신문학(독일어: Zeitungswissenschaft)이 대학에서 제도화되기 시작한 것은 1916년에 카를 뷔허가 라이프치히 대학교에 신문연구소를 창설한 것이 최초이다. 이어 1919년에는 뮌스터대학, 1924년에는 뮌헨대학에 신문연구소가 창설되었다.
그러나 20세기 초반에 미국과 유럽에서 제도화된 언론학은 주로 언론윤리나 철학을 다루면서 언론인 직업교육에 치중하는 저널리즘 학문이었다. 오늘날과 같이 언론학이 커뮤니케이션 현상을 탐구하는 학문으로 제도화된 것은 20세기 중반이다. 독일에서 신문학이 공시학(독일어: Publizistik)으로 발전한 것은 1930년대 이후였으며, 본격적인 성장은 제2차 세계대전 이후에야 비로소 가능하게 되었으며 이는 미국도 마찬가지이다. 즉 미국의 언론학, 특히 매스 커뮤니케이션 학문이 대학에서 학과나 연구소로 제도화되기 시작한 것은 제2차 세계대전 이후이다. 이 과정에서 가장 중요한 역할을 한 사람은 윌버 슈람(Wilbur Schramm, 1907년 ~ 1987년)으로, 1943년에 아이오와대학의 저널리즘 스쿨 학장이 되어 사상 최초의 매스 커뮤니케이션 박사과정을 신설했다. 윌버 슈람은 이후 일리노이 대학교 어배너-섐페인, 스탠퍼드 대학교에서 커뮤니케이션 연구소를 이끌며 미국의 커뮤니케이션 역사에 큰 영향을 주었다. 슈람의 활동을 기점으로 서구 사회에서 언론학의 주류는 언론인 양성을 목표로 하는 저널리즘에서 커뮤니케이션을 연구하는 사회과학의 한 분야로 발전했다. 오늘날 언론정보학은 인간 커뮤니케이션, 미디어, 문화 현상 등을 대상으로 계량분석, 기호학, 구조주의적 분석, 인문학적 방법을 망라하여 연구를 진행하고 있다. 대표적인 분야로는 대인커뮤니케이션, 저널리즘, 광고, 미디어 효과, 정치커뮤니케이션, 디지털 미디어, 문화연구 등이 있다.

### 한국 언론정보학의 역사
1924년에는 김동성(金東成, 1890년 4월 25일 ~ 1969년 8월 22일)이 한국 최초의 언론학 교재 《신문학》을 저술했다. 김동성은 오하이오 주립대에서 신문방송학을 공부했으며 귀국해서 최초의 동아일보 주중 특파원, 주미 특파원이 됐다. 1928년에는 독일 라이프치히 대학에서 김현준이 한국인 최초로 언론학 박사학위를 받았다. 해방 이후 1947년에는 곽복산(郭福山, 1911년 ~ 1971년)이 서울에 ‘조선신문학원’을 설립하여 근대적 언론학 교육을 시작했다.한국의 언론정보학은 미국의 커뮤니케이션학과 독일의 공시학의 영향을 받으며 사회과학의 한 분야로서 제도화되었다.
| 시기              | 학과 및 대학원 과정 설립 | 학회, 학술지, 연구소 등 |
| ----------------- | --- | --- |
| 예비기(~1953)     | 서울대 문리대 신문학 강좌(1949), 연세대 신문학 강좌(1952) | 조선신문학원(1947) |
| 초창기(1954~1974) | 홍익대(1954), 중앙대(1958), 이화여대(1960), 한양대(1963), 고려대, 경희대(1965), 성균관대(1967), 서강대(1968), 연세대(1972) - 대학원 석사 과정: 중앙대(1964), 서울대 신문대학원(1968), 이화여대(1970), 한양대(1970), 고려대(1971), 경희대(1973), 서강대(1974)                                                                                  | 한국신문학회(1959), 《신문 연구》(현 관훈저널)(1959), 《신문학보》(1960), 서울대 신문연구소(1963), 《신문연구소학보》(1964), 한국신문연구소(1964), 중앙대신문방송연구소(1969), 한양대 신문연구소(1971), 경희대 커뮤니케이션 조사연구소(1974) |
| 도약기(1975~1990) | 서울대(1975), 한국외대(1978), 청주대(1978), 전남대, 계명대, 원광대, 우석대(1981), 광주대, 건국대(충주), 경북대, 수원대, 경남대(1984), 동아대(1987), 전북대(1988), 강원대, 경성대, 부산대, 충남대(1989), 광운대(1990) - 대학원 박사 과정: 서울대(1975), 고려대(1978), 연세대(1979), 한양대(1980), 경희대, 성균관대, 중앙대(1981), 서강대(1983) | 《방송연구》(1982), 한국신문학회 한국언론학회로 명칭 변경(1985), 한국방송학회(1988), 한국사회언론연구회(1988), 한국광고학회(1989) |
| 전성기(1991~현재) | 한세대(1992), 경주대, 대전대, 순천향대, 조선대, 호남대(1994), 동국대, 동신대, 동의대, 목원대, 세명대, 선문대, 숙명여대, 협성대(1995), 동명정보대, 성공회대, 인제대(1996), 광주여대, 동서대, 한림대(1997), 인하대, 국민대, 단국대, 서울여대 등 12개 대학(1998). 2004년 현재 102개 대학 126개 학과(학부, 계열).                                 | 사이버커뮤니케이션학회(1996), 한국홍보학회(1997), 한국언론정보학회(1998), 한국광고홍보학회(1998), 부경언론학회(1991) 등 지방 언론학회 창설                                                                                                   |

## 주요 학자
- 존 밀튼 영국의 사상가이며 저술가. 그는 1643년 영국의 출판 검열제도에 반대하여 아레오파지티카(영어: Areopagitica)라는 소책자를 펴냈다. 그 책에서 그는 국가권력이 자유로운 사상을 검열하는 것을 반대한다는 뜻을 밝힌다.

- 존 스튜어트 밀, 1869년 On Liberty를 저술

- 커뮤니케이션학의 4비조 - 현대 커뮤니케이션학의 제도화를 이끈 윌버 슈람(Wilbur Schramm, 1907년 ~ 1987년)이 언급한 커뮤니케이션학의 4대 학자를 뜻한다.
  - 해럴드 라스웰(Harold Laswell, 1902년 ~ 1978년): 미국의 정치학자이자 커뮤니케이션에 관한 연구로도 유명한 학자이다. 그가 발표한 SMCRE 모델은 오늘날에도 커뮤니케이션 과정을 설명하는 중요한 이론으로 여겨진다. S는 Source, M은 Message, C는 Channel, R은 Receiver, E는 Effect를 뜻하며 이는 의사소통자가 메시지를 채널을 통해 수신자에게 전달하면 그 결과가 나타난다는 것을 뜻한다.
  - 폴 라자스펠드(Paul F.Lazasfeld, 1901년 ~ 1976년): 오스트리아 출신의 미국 사회학자이다. 1948년 미국 대통령 선거의 당락에 라디오가 미친 영향을 연구한 것으로 유명하다. 연구 결과, 대중이 지지 후보를 바꾸는 것에는 주변의 영향력 있는 사람의 의견이 결정적인 역할을 했던 것으로 밝혀졌다. 이를 바탕으로 매스미디어는 오피니언 리더에게 영향을 미치고, 오피니언 리더가 대중에게 영향을 미친다는 2단계 흐름 모형이 탄생했다.
  - 칼 호블랜드(Karl Hovland, 1912년 ~ 1961년): 미국의 사회심리학자로, 태도변화연구를 통해 제한효과이론의 발전에 기여했다. 제한효과이론은 매스미디어의 효과는 강력한 것이 아니라, 기존의 태도나 가치, 신념을 강화시키는 제한적인 효과가 있을 뿐이라는 관점이다.[4] 그는 이 연구를 통해 커뮤니케이션 메시지의 효과는 메시지의 구성 방식, 수용자의 개인적 특성, 공신력과 같은 정보원의 속성 등에 따라 얼마든지 다를 수 있음을 실증적으로 밝혀냈다.[4]
  - 커트 레윈(독일어: Curt Lewin, 1890년 ~ 1947년): 독일 출신의 심리학자로, 제2차 세계대전 중 식품 수송 유통 관련 연구를 하며 최초로 게이트키핑(gate keeping)이라는 용어를 사용했다. 게이트키핑이란 수많은 뉴스가 대중에게 전해지기 전에, 뉴스 결정권자가 대중에게 전달하고자 하는 것만 선택하여 전달하는 것으로서 객관적 보도의 가능성과 관련한 논의에서 자주 등장한다. 레윈의 아이디어는 그의 제자 데이빗 매닝 화이트 David Manning White에 의해 뉴스선택과정에서 편집자의 역할이 실증적으로 증명됐다.

- 마셜 매클루언(Herbert Marshall Mcluhan, 1911년 ~ 1980년)
- 위르겐 하버마스

## 주요 패러다임
- 녹색 챙(Green-shade)

‘Green-shade'란 언론인을 비유하는 말로서, 언론인 양성을 위한 저널리즘 교육을 뜻한다. 언론활동에 대한 직업 윤리적 성격을 가지며 언론인 집단의 문화와 취재 방법 등의 교육을 중시한다. 1950년대까지 미국언론학회(AEJ)를 지배해 온 패러다임이다.
- 카이-스퀘어

사회과학으로서의 커뮤니케이션학을 지향한 입장으로서, 객관적인 자료의 검증과 분석을 통한 경험주의적 연구를 지향한다. 슈람 이후 현대 언론정보학의 주류 패러다임으로 인정받고 있으며, 사회과학자 육성을 목적으로 한다.
- 정치경제학 연구

물질적 하부구조가 제도적 상부구조를 형성한다는 사회주의적 시각을 바탕으로 미디어 연구를 진행했다.
- 구조주의와 기호학

인류학, 언어학에 토대를 두고 메시지 분석에 중점을 두었다. 프랑스에서 시작되어 포스트 모더니즘의 이론적 기반을 이루었다.
- 프랑크푸르트 학파의 연구

대표적인 비판이론으로서 문화산업, 이념적 지배장치에 주목한다.
- 문화주의 연구

정치경제학 연구에 비판적이며, 사소한 일상적 요소를 연구 대상으로 삼는다. 1980년대 이후 커뮤니케이션 연구에서 큰 비중을 차지하게 되었으며 수용자 연구에 적극적이다.

### 대한민국 내 관련 학회[5]
- 사이버커뮤니케이션학회 보관됨 2021-01-25 - 웨이백 머신
- 스피치커뮤니케이션학회
- 한국광고학회
- 한국광고홍보학회
- 한국방송학회
- 한국언론학회
- 한국언론법학회
- 한국언론정보학회
- 한국여성커뮤니케이션학회
- 한국정치커뮤니케이션학회
- 한국조사연구학회
- 한국커뮤니케이션학회
- 한국홍보학회

### 관련 기관[5]
- 관훈클럽
- 대한언론인회
- 미디어교육위원회[깨진 링크(과거 내용 찾기)]
- 방송문화진흥회
- 방송위원회
- 삼성언론재단
- 서울언론인클럽
- 성곡언론문화재단
- 언론중재위원회
- 전국언론노동조합
- 정보통신정책연구원
- 한국방송광고공사 보관됨 2015-03-23 - 웨이백 머신
- 한국방송영상산업진흥원
- 한국신문협회
- 한국언론재단
- 한국인터넷정보센터
- 한국학술진흥재단
- AEJMC
- IAMCR
- ICA
- LG상남언론재단
- NCA

## 같이 보기
- 신문방송학
- 언론
- 언론 매체
- 대중 매체
- 대인간 커뮤니케이션(영어판)
- 멀티미디어커뮤니케이션